# Nehalem (Oregon)
Pour les articles homonymes, voir Nehalem (homonymie).
Nehalem est une municipalité américaine située dans le comté de Tillamook en Oregon.
Lors du recensement de 2010, sa population est de 271 habitants. La municipalité s'étend alors sur une superficie de 0,24 mille carré (0,62 km2).
La localité, dont le nom signifie « lieu de paix » ou « où le peuple vit » dans une langue amérindienne, est située sur le fleuve Nehalem (en) et la baie de Nehalem. Elle est desservie par la U.S. Route 101.
Nehalem devient une municipalité le 2 février 1899.